# Мальованка (регіональний ландшафтний парк)
«Мальо́ванка» — регіональний ландшафтний парк в Україні. Розташований у межах Шепетівського та Полонського районів Хмельницької області.
Площа 7560 га. У 2004 році рішенням Хмельницької обласної ради територію парку розширили, і тепер вона становить 16919,4 га, в тому числі заповідної зони — 3160,4 га (18,7 %). Створений у 1998 році з ініціативи співробітників Міжвідомчої комплексної лабораторії наукових основ заповідної справи Національної Академії Наук України та Міністерства екологічних ресурсів України з метою збереження унікальних типів і форм рельєфу, рідкісних та зникаючих видів рослин та тварин, занесених до Червоної книги України.

## Історія
Мальованка — край лісів, боліт та озер. Через велику заболоченість і низьку родючість ґрунтів він здавна залишався малоосвоєним. За переказами, саме в цих лісових нетрях український люд рятувався від набігів степовиків. Але в кінці XVIII і на початку XIX ст. колоністи з Німеччини, Польщі, Чехії поряд з українцями активно освоювали цей край. Серед лісів виникали численні хутори з гончарним та гутним ремеслом, адже на території парку зосереджені великі запаси будівельного та кварцового піску, різні глини. Тут виготовляли черепицю, посуд, іграшки-мальованки. Звідси вивозився каолін, тут добували болотну залізну руду. Проте в 30-ті роки XX ст. Шепетівський округ був прикордонною територією. Внаслідок масової колективізації та депортації колоністів з прикордонної зони хутори були ліквідовані, а Голодомор довершив розпочате. Про історію цього періоду тепер нагадують залишки садів на узліссях, галявини та їхні назви — Ботвівщина, Острівщина, Стаховщина, Муравщина, Альбінеччине, Даусове, Брандісове. У XX ст. в с. Купино працював цегельний завод вогнетривів, а в декількох місцях добували торф.
Нині на території парку є три невеликі села: Мальованка, Купине, Савичі. Промислових об'єктів немає, орні землі становлять лише 10 % території. Жителі приватно добувають торф, варять з березової кори дьоготь, збирають на продаж гриби, ягоди, лікарські рослини.

## Територія
Тут переважає відносно незмінений природний ландшафт. Поверхня відзначається рівнинним рельєфом, вкрита зандровими пісками на неглибоко залягаючих кристалічних породах. Понад 60 % площі парку вкриті лісами. Це соснові, дубові крушиново-трясункоподібно-осокові, дубові ліщиново-орляково-конвалієві, дубові чорницеві ліси. Територією парку протікають малі річки Дружня і Лизне. Унікальними екологічними угрупуваннями є болота за участю сфагнових мохів, пухівки. У парку виявлено 14 видів, занесених до Червоної книги України: плаун баранець, плаун колючий, осока Буксбаума, осока затінкова, верба чорнична, лілія лісова, любка дволиста і любка зеленоквіткова. Також тут трапляються релікти: лазурник трилопатевий, верба лапландська.

## Флора
Великий науковий інтерес являють собою бореальні сфагнові болота, зосереджені в північно-західній частині території біля села Мальованка. Це, переважно, болота, на яких сфагновий покрив лише почав встановлюватись, або вже встановився (мезотрофні). Переважно, це осоково-сфагнові болота з осокою здутою (Carex rostrata Stokes.) та очеретяно-сфагнові.
Тут на сфагновому покриві зростають характерні для таких боліт види — пухівка багатоколоскова (Eriophorum polystachyon L.), бобівник трилистий (Menyanthes trifoliata L.), вовче тіло болотне (Comarum palustre L.). Саме на таких болотах зростають льодовикові релікти — дрібні болотні види верб: верба чорнична (Salix myrtilloides L.) та лапландська (S. lapponum L.).

## Фауна
Територія парку є осередком, де зберігаються червонокнижні види тварин, зокрема тут зареєстровано 11 видів комах (бражник Прозерпіна, подалірій, жук-олень, ванесса чорно-руда, синявець мелеагр, сатурналія мала і ін.), 10 видів птахів (орел-карлик, лелека чорний, змієїд, підорлик малий, сорокопуд сірий та ін.), 5 видів ссавців (видра річкова, горностай, борсук та ін.). В парку часто можна зустріти сарну, бобра, лося, свиню дику, зайця, лисицю, вивірку та інших тварин.
Біологічне різноманіття, багатство рослинності, в тому числі різних типів лісу, обумовлюють різноманітний склад і високу чисельність тваринного світу. Ядро фауни парку представлено двома фауністичними комплексами — лісового та гідрофільного. Унікальні захисні та кормові умови більшості ділянок сприяють тому, що тут стабільною є чисельність основних мисливських тварин, а саме таких, як свиня дика (Sus scrofa), сарна європейська (Capreolus capreolus) та лисиця звичайна (Vulpes vulpes). Із рідкісних ссавців тут можна дуже рідко зустріти вовка (Canis lupus), трапляються окремі екземпляри борсуків (Meles meles), які занесені до Червоної книги України; у багатьох місцях збереглися колонії бобра річкового (Castor fiber), зустрічаються горностаї (Mustela ermine), і можливо ще не зникла норка європейська (Mustela lutreola), що занесена до Червоної книги України.
Тваринний світ безпосередньо залежить від рослинності і оточуючих навколишніх екологічних умов, тобто є невід'ємним елементом екосистем. Як гетеротрофна складова системи, він відіграє велику роль у передачі та перетворенні енергії, кругообігу поживних речовин. На відміну від рослин, тварини є дуже рухливими. Одні з них тісніше, інше слабше прив'язані з екотопом, мають широку екологічну амплітуду, мігрують, уникають зустрічі з людиною, особливо це стосується багатьох хребетних (риб, птахів, ссавців), тому ми рідко бачимо їх на маршрутах.
У цілому можна відзначити три великі групи екотопів, у яких формуються певні фауністичні комплекси.

## Туризм
Туристичні стежки закладаються з метою освіти та екологічного виховання відвідувачів. Навчальні стежки природи можу бути довгими і короткими, складними і простішими за інформативним призначенням, але всі вони допомагають викладачам, педагогам або екскурсоводам донести знання про природу до відвідувачів стежки, і в першу чергу молоді, яка тут проживає.
- Маршрут № 1 «Мальованські краєвиди» — Це одна із навчальних стежок парку, яка перетинає природні комплекси в околицях с. Мальованка. Стежка має загальну протяжність 6 км, а її короткий варіант 2-2,5 км.
- Маршрут № 2 «Від Буртина до озера Глибокого» — Стежка знаходиться у Полонському лісництві. Загальна довжина маршруту більше 6 км.
- Маршрут № 3 «Сосновий бір — Мальованські озера» — На маршруті розроблено шість точок для зупинки та розповіді. На проходження маршруту витрачається 4 години, протяжність 6 км.
- Великий туристичний маршрут — Цей маршрут парку перетинає майже всю його територію із сходу на захід, загальна довжина близько 30 км.